# Итабириту
Итабириту (порт. Itabirito) — муниципалитет в Бразилии, входит в штат Минас-Жерайс. Составная часть мезорегиона Агломерация Белу-Оризонти. Находится в составе крупной городской агломерации. Входит в экономико-статистический микрорегион Ору-Прету. Население составляет 48 000 человек на 2006 год. Занимает площадь 543,007 км². Плотность населения — 14,5 чел./км².

## История
Город основан 7 сентября 1922 года.

## Статистика
- Валовой внутренний продукт на 2003 год составляет 576 194 924,00 реалов (данные: Бразильский институт географии и статистики).
- Валовой внутренний продукт на душу населения на 2003 год составляет 14 323,94 реалов (данные: Бразильский институт географии и статистики).
- Индекс развития человеческого потенциала на 2000 год составляет 0,786 (данные: Программа развития ООН).

## География
Климат местности: горный тропический.